# Vadjungen
Vadjungen är en sjö i Eda kommun i Värmland och ingår i Göta älvs huvudavrinningsområde. Sjön är 7,5 meter djup, har en yta på 1,7 kvadratkilometer och befinner sig 116,3 meter över havet. Vid provfiske har bland annat abborre, braxen, gers och gädda fångats i sjön.

## Delavrinningsområde
Vadjungen ingår i det delavrinningsområde (662743-128883) som SMHI kallar för Utloppet av Vadjungen. Medelhöjden är 228 meter över havet och ytan är 27,09 kvadratkilometer. Räknas de 17 avrinningsområdena uppströms in blir den ackumulerade arean 652,76 kvadratkilometer. Byälven (Kölaälven) som avvattnar avrinningsområdet har biflödesordning 2, vilket innebär att vattnet flödar genom totalt 2 vattendrag innan det når havet efter 325 kilometer. Avrinningsområdet består mestadels av skog (67 procent). Avrinningsområdet har 1,82 kvadratkilometer vattenytor vilket ger det en sjöprocent på 6,7 procent.

## Fisk
Vid provfiske har följande fisk fångats i sjön:
- Abborre
- Braxen
- Gärs
- Gädda
- Löja
- Mört